# Hinojal (Entre Ríos)
Hinojal é uma junta de governo da província de Entre Ríos, na Argentina.